# Albert Verlinde
Albert Verlinde ('s-Hertogenbosch, 25 april 1961) is een Nederlands theaterproducent, presentator en voormalig raadslid.

## Professionele loopbaan
Na de havo aan het Maurick College in Vught studeerde hij aan de Academie voor Kleinkunst. Tijdens die studie werd hij voor de musical ‘t Misverstand, die hij samen met Erna Sassen had geschreven, bekroond met de creativiteitsprijs. Verlinde studeerde in 1984 af aan de Academie voor Kleinkunst.
Vervolgens startte hij in 1984 onder toeziend oog van Jos Brink en Frank Sanders de cabaretgroep Boemerang. Verlinde schreef vier avondvullende stukken en speelde er zelf ook in mee. Boemerang bestond uit Verlinde zelf, Dick Cohen, Edna Kalb en op de piano Ad van Dijk. In 1985 kwamen Annemarie Henselmans en Irene Kuiper erbij.
Vanaf 1987 was hij naast artiesten als Vera Mann, Jasperina de Jong en Loeki Knol te zien in onder meer de musicals Berlin to Broadway with Kurt Weil, Me and my Girl, My Fair Lady, Barnum en Follies in Concert.
In 1989 maakte Verlinde de overstap naar de televisie. Achter de schermen werkte hij bij de AVRO als producent en redacteur. In 1992 verhuisde hij naar de commerciële zender RTL 4 om daar het programma Showtime te presenteren. Enkele jaren later werd hij door SBS6 gecontracteerd voor onder andere Showbizz, Show en zo en Hart van Nederland. Van 2001 tot en met eind augustus 2016 is hij de vaste amusementsdeskundige in het programma RTL Boulevard bij RTL 4.
Naast zijn televisiewerk was Verlinde in de jaren negentig radiopresentator bij de voormalige commerciële radiozender Radio Noordzee Nationaal, waar hij het programma Noordzee Boulevard presenteerde. In 2004 had hij een gastrol in de VPRO-televisieserie De troubabroers. In 2004 en 2005 was hij weer enige tijd op Noordzee FM te horen met een weekendprogramma van 10.00 tot 13.00 uur. Tevens schrijft hij columns voor onder andere roddelblad Privé en is hij eigenaar van het bedrijf V&V Entertainment. In zijn studententijd was hij twee jaar lang freelance sportverslaggever bij de krant in zijn woonplaats, het Brabants Dagblad. Verlinde was specialist amateurvoetbal.
In 2000 sprak Verlinde de stem in van prins Erik in de film De Kleine Zeemeermin II: Terug in de Zee. Ook sprak Verlinde de stem in van Gorgel in de Pixar-film Finding Nemo.
Sinds 29 april 2010 is Verlinde Ridder in de Orde van Oranje-Nassau.
Vanaf 14 februari 2014 is hij met een klein bijrolletje in de film K3 Dierenhotel te zien als meneer François, de eigenaar van de beautyfarm. Dit is tevens zijn acteerdebuut. Hij presenteert afwisselend met Angela Groothuizen het programma RTL live.
In 2019 stapte hij over naar SBS6 en presenteerde samen met Jan Versteegh op werkdagen het tv-programma 6 Inside.
6 Inside trok vanaf het begin weinig kijkers en werd al binnen een half jaar van de buis gehaald.
In 2020 keerde Verlinde na jaren terug als deskundige in Shownieuws.
In 2023 deed Verlinde mee in het vijfde seizoen van het televisieprogramma The Masked Singer, als de kogelvis. Hij viel af na zijn eerste en enige optreden. 
Sinds 2023 is hij met enige regelmaat te gast bij Vandaag Inside om zijn mening te geven over de actualiteit. Per januari 2025 schuift de theaterproducent standaard op woensdag als vaste sidekick aan in plaats van René van der Gijp, die dan een vrije dag heeft.
In 2024 begon Verlinde als recensent in het RTL 4-programma Stars on Stage.

## V&V Entertainment
Toen Verlinde in 1998 op het idee kwam om een musical te maken over Édith Piaf met Liesbeth List in de hoofdrol, vroeg hij vriend Roel Vente of die met hem een nieuw theaterbedrijf wilde beginnen. In 1999 werd V&V Entertainment opgericht, waarin Verlinde als creatief directeur verantwoordelijk werd voor de stukken die gebracht worden en de sterren die daarin stralen. Samen met Jon van Eerd zette hij de klucht weer op de theaterkaart. Die samenwerking werd na een aantal producties om onverklaarbare redenen abrupt beëindigd.
Per 1 november 2011 werd, na het vertrek van Roel Vente, de naam V&V Entertainment veranderd in "Albert Verlinde Entertainment".
Op 17 december 2014 werd bekendgemaakt dat Albert Verlinde Entertainment ging fuseren met Joop van den Ende Theaterproducties, tot Stage Entertainment Netherlands, de Nederlandse tak van Stage Entertainment International. Stage Entertainment International zal daartoe alle aandelen van Albert Verlinde Entertainment kopen. Op 1 maart 2015 werd Albert Verlinde directeur van Stage Entertainment Netherlands. Per 1 december 2020 vertrok hij.

## Kritiek
In september 2006 raakte Verlinde in opspraak nadat hij Mariska Hulscher voor "hoer" had uitgemaakt naar aanleiding van haar aangekondigde echtscheiding na twee maanden huwelijk. Verlinde heeft bij een aantal bekende Nederlanders een slechte reputatie gekregen. Zo gaf Patty Brard hem de bijnaam Kwalbert Verlinke. Zij introduceerde deze bijnaam in een ruzie in haar eigen tv-programma Patty's Posse. De bijnaam werd hierna ook door anderen gebruikt, zoals Robert Jensen.

### Verlinde versus BNN
Op 10 juli 2009 kreeg Verlinde het eerste Gouden Oor (VOC) uitgereikt van Sophie Hilbrand, namens BNN. Als reden werd gegeven dat hij zijn oor altijd zo goed 'te luister' zou leggen. Op 16 juli 2009 maakte BNN echter bekend dat er in de prijs afluisterapparatuur verborgen zat en dat daarmee privégesprekken van Verlinde waren opgenomen. Daarmee wilden de programmamakers laten zien waar Verlindes eigen grenzen lagen. In 2008 vertoonde hij in zijn televisieprogramma een opname gemaakt met een mobiele telefoon, waarin Georgina Verbaan een man (Pieter van der Wielen) zoende die niet haar vriend Jort Kelder was. Enkele maanden later zond Verlinde beelden uit gemaakt met de surveillancecamera van een parkeergarage, waarop voetballer Wesley Sneijder zoende met Yolanthe Cabau van Kasbergen. Beide actrices werden zonder het te weten gefilmd in privésituaties.
Verlinde en zijn echtgenoot Onno Hoes spanden echter een kort geding tegen BNN aan, waarin ze eisten dat de omroep alle gemaakte opnamen aan hen overhandigde. Een rechter in Amsterdam oordeelde dat dit niet nodig was, maar dat BNN de opnamen niet mocht uitzenden. Presentator Filemon Wesselink verklaarde voor de camera de uitspraak niet te betreuren, omdat hierdoor een juridische grens was gesteld aan het gebruik van dergelijke beelden. Verlinde en Hoes deden ook aangifte tegen presentatoren Hilbrand en Wesselink.
In 2022 werd Verlinde aangeklaagd door Humberto Tan, nadat Verlinde in Shownieuws ongefundeerde beschuldigingen richting Tan uitte. Hiervoor moest hij een boete betalen .

## Politiek
Bij de gemeenteraadsverkiezingen voor de nieuw ingedeelde gemeente Vught was Verlinde lijstduwer op de lijst van de VVD. Hij kreeg meer dan 460 voorkeurstemmen, waarmee hij ruim was verkozen. Hij gaf te kennen zijn zetel te zullen innemen en werd op 4 januari 2021 beëdigd. Op 21 september 2023 nam Verlinde weer afscheid als raadslid omdat het niet langer te combineren was met zijn werk als theaterproducent.

## Discografie

### Singles
| Single met eventuele hitnotering(en) in de Nederlandse Top 40 | Datum van verschijnen | Datum van binnenkomst | Hoogste positie | Aantal weken | Opmerkingen                                                                |
| ------------------------------------------------------------- | --------------------- | --------------------- | --------------- | ------------ | -------------------------------------------------------------------------- |
| Koningin van alle mensen                                      | 16-04-2013            | 27-04-2013            | 6               | 3            | als onderdeel van RTL Boulevard United / Nr. 1 in de Single Top 100 / Goud |

## Privé
Verlinde is geboren in 's-Hertogenbosch, maar woonde een deel van zijn jeugd in Limburg, zeven jaar in Heerlerheide en nog drie jaar in Susteren. Verlinde is altijd open geweest over zijn homoseksualiteit. 
Verlinde trouwde op 29 juni 2001 met VVD-politicus Onno Hoes, van 2010 tot 2015 burgemeester van Maastricht. Het paar woonde sinds 2003 in Cromvoirt, een dorp vijf kilometer zuidwestelijk van Verlindes geboorteplaats 's-Hertogenbosch. Doordeweeks verbleef Hoes vaak in Maastricht. Op 15 oktober 2014 kondigden zij aan te gaan scheiden, maar ze bleven getrouwd. In maart 2015 kocht Verlinde een pied à terre in Amsterdam.
- International Standard Name Identifier: 0000 0003 9268 1669
- MusicBrainz: 585a7a82-c6d4-4c0d-8e06-35ff3b8b7bc4
- Nederlandse Thesaurus van Auteursnamen: 273815687
- Virtual International Authority File: 286744161
- WorldCat: E39PBJkXpQtJcFvHmBTmgKymVC